# 小説 3億円事件
『小説 3億円事件』（しょうせつ さんおくえんじけん）は、松本清張の短編小説。『週刊朝日』に掲載され（1975年12月5日号 - 12月12日号）、1978年10月に短編集『水の肌』収録の1編として、新潮社より刊行された。正式には「小説 3億円事件「米国保険会社内調査報告書」」。
2014年にテレビドラマ化されている。

## あらすじ
ニューヨークの私立探偵事務所所長を務める私（G・セイヤーズ）は、1968年に日本で発生した三億円事件により、再保険の損失を被った本国・アメリカの保険会社の依頼を受け、来日、同事件の調査に乗り出した。
この事件の後、「カミナリ族」と呼ばれた近隣の青年グループのリーダー格・浜野健次が、捜査線上に浮上していた。ところが、途中から同事件の捜査の責任者となった有名な刑事は、事件に関して、犯人単独説を主張する。この結果、アリバイの存在・遺留品に基づく血液型鑑定などにより、健次による犯行説は、捜査本部により否定された。
私たち調査員は、このベテラン刑事の推理に疑問点を見出した。ゲイボーイの青年など、健次の周辺人物を調査するうちに、同事件に関して、私たちはひとつの推定を得るに至った。健次の行動の背後には、大人達の策謀が秘匿されているのではないか？

## エピソード
- 本作発表の9年後、著者監修によるドキュメンタリードラマ『ニュードキュメンタリードラマ昭和 松本清張事件にせまる』第22回「三億円事件の犯人は?」が放送されている（1984年9月6日）。著者は、ここでも実行犯を本作と同様としつつも、推論に関し明言できる確証は無いとしている。

## テレビドラマ
『松本清張ドラマスペシャル・三億円事件』（まつもとせいちょうドラマスペシャル・さんおくえんじけん）のタイトルで、2014年1月18日（21:00-23:21）、「テレビ朝日開局55周年記念 松本清張二夜連続ドラマスペシャル 昭和の二大未解決事件」の第一夜として放送された。ドラマの時期設定は、三億円事件時効成立の翌年、1976年とされている。

### キャスト
武田秀哉：田村正和
アメリカ・ENY火災海上保険の査定部長。敗戦後、アメリカ人に媚びへつらう日本人の姿を見ていられず、アメリカに渡る。3億円事件で奪われた3億円にかけられていた保険金のうちアメリカの保険会社が負担した50万ドルを犯人に賠償させるために、3億円事件の真相を追う。3億円事件の真相を明らかにする記者会見を開いた後、警察やマスコミが国民に真相を正しく伝えるよう希望を述べ、アメリカに帰国した。
中岡涼子：余貴美子
リサーチ会社の調査員。武田の調査に協力する。不躾な質問を対象者におこなう高原を度々たしなめる常識人。
高原薫：段田安則
リサーチ会社の調査員。元警察官。不躾な質問を対象者におこない、相手を怒らせることが多い。警察官時代のコネを利用して、警察の情報を引き出す。
中田所長：小野武彦
リサーチ会社の所長。元警察官。健次のアリバイを証言した鮫島を探し出し、武田に引きあわせた。
浜野健次：手越祐也
カミナリ族のメンバー。警察の捜査の過程で、3億円事件の容疑者として浮上するが、青酸カリ入りの紅茶を飲んで自殺する。事件発生時に、ゲイの男性とホテルにいたというアリバイがある。
鮫島雄一：堀部圭亮
浜野の恋人。通称「鮫ちゃん」。健次のアリバイを証言する。
冬木：橋本じゅん
スナック店主。杉本のアリバイを証言する。
斎木：丸岡奨詞
斎木メッキ工場社長。
沖田：飯田基祐
「東府中署」刑事。
小林ユカ：北乃きい
元・カミナリ族のアイドル的存在だった少女。浜野が自殺した直後、自宅に火を放つ。その後、結婚して新潟県に移住する。
杉本三郎：忍成修吾
元・カミナリ族のリーダー。現在は会社経営者。警察の捜査の過程で、3億円事件の容疑者として浮上するが、事件発生時に冬木の店にいたというアリバイがある。
戸田悦子：板谷由夏
健次の姉。高校生の時に両親が離婚し、その後、健次の面倒をみてきたため、健次を溺愛している。健次が不祥事を起こす度に、重光の力を借りて、警察沙汰にならないようにしている。
戸田雄一：田中哲司
悦子の夫。警備会社勤務。度々、不祥事を起こす健次に悩まされているが、悦子を深く愛しているため、重光の力を借りて健次の不祥事をもみ消している。
戸田重光：津川雅彦
雄一の伯父。警備会社社長。元警察庁官僚。警察庁時代のコネで健次の不祥事を揉み消す。健次の自殺後、警察に圧力をかけた。
平沼要：橋爪功
三億円事件元捜査本部長。伝説の名刑事。単独犯人説を主張する。武田に情報を提供した。
佐竹宣也：光石研
元刑事。刑事時代、健次を3億円事件の犯人とにらみ、健次を別件で事情聴取しようとするが、悦子に追い返されてしまう。その直後、健次が自殺してしまう。
伊藤記者：泉谷しげる
フリーの記者。武田が開いた記者会見で3億円事件の真相を聞き、驚愕する。武田を威圧するために記者会見に現れた山口らに食ってかかる。
山口：横光克彦
捜査課長。時効当時の三億円事件責任者。武田の捜査に非協力的。武田の行動を警察の権威を損なうものと考え、武田が開いた記者会見に警察幹部と共に出席するなど、終始、武田を威圧した。
中西：矢島健一
警視。三億円事件発生当時の警視庁捜査一課係長。武田の捜査に非協力的。武田を監視するなど、山口とともに武田に対して威圧的な態度をとった。
武田ヨシコ：奈良岡朋子
武田の母。野菜の露天販売で生計をたてる。武田の身を常に案じている。
その他：相島一之、螢雪次朗、佐藤祐基、阿部亮平、遠藤要、新井康弘、大島蓉子、井村空美ほか
ナレーション：中谷美紀

### スタッフ
- 脚本：竹山洋
- 監督：藤田明二
- 音楽：吉川清之
- サウンドデザイン：石井和之
- 特殊効果：大宮敏明（パイロテック）
- カースタント：タカハシレーシング
- 警察監修：倉科孝靖（チーム五社）
- 法律監修：本山信二郎
- ロケ協力：新潟県フィルムコミッション協議会、燕三条フィルムコミッション、ホテルオークラ新潟、横浜フィルムコミッション、常総市フィルムコミッション　ほか
- 技術協力：バスク、ビデオスタッフ
- 照明協力：嵯峨映画
- CG・美術協力：テレビ朝日クリエイト
- 装飾：テレフィット
- 音響効果：スポット
- チーフプロデューサー：五十嵐文郎（テレビ朝日）
- ゼネラルプロデューサー：内山聖子（テレビ朝日）
- プロデューサー：船津浩一（テレビ朝日）、河添太（角川映画）、江平光男（新和事務所）
- 制作協力：角川映画
- 制作著作：テレビ朝日